# Detour
Detour je hrvatski electro-acoustic pop glazbeni sastav nastao 2006. godine iz grupe Yammat. Zvuk obuhvaća glazbene žanrove electro i baroque popa te rocka s utjecajima funk-a i jazz-a. 

## Povijest
Bend nastaje 2006. godine iz grupe Yammat s idejnim vođom, frontmenom grupe, Nenadom Borgudanom. Većina Detourovih instrumentalista bila je dio Yammat-a pa se preimenovanje benda dalo objasniti njihovim udaljavanjem od izvršnog producenta, pokretača projekta, menadžera i vlasnika imena Alena Balena. Detour je mijenjao članove tijekom godina, ali većina originalne postave se zadržala do danas. Sve do 2020. godine bend je imao jednu pjevačicu, kada dolazi do odmicanja naglaska s jednog vokala do naglaska na bend kao cjelinu. Danas bend broji šest članova. 

## Članovi
- Nenad Borgudan (autor, frontman, vokal, gitara)
- Ivana Giova Radan (vokal)
- Laura John (vokal)
- Edi Grubišić Cipal (bubanj)
- Vibor Čerič (klavijatura)
- Goran Delač (bas gitara)

## Bivši članovi
- Maja Posavec (vokal)
- Aleksandar Ismailovski (klavijatura)
- Ines Tricković (vokal)
- Dominik Žagmešter (klavijatura)
- Gina Victorija Damjanović (vokal)
- Karla Krmpotić (vokal)
- Dora Mijat (vokal)
- Alen Križaj (bas)
- Marino Vinja (bas)

## Diskografija

### Studijski albumi
- Detour (2006.)
- TV (2009.)
- A što ak ja… (2014.)
- Detour 10 (2016.)
- TourDetour (2018.)
- Master Blaster (2023.)

## Nagrade
- Porin za najbolji album pop glazbe: A što ak' ja... (2014.)
- Porin za najbolju izvedbu grupe s vokalom: Zaljubila sam se (2017.)
- Porin za pjesmu godine: Zaljubila sam se (2017.)
- Rock&OFF, Pop&OFF izvođač godine (2018.)
- Porin za najbolji album pop-zabavne glazbe: TourDetour (2019.)
- Porin za najbolju izvedbu grupe s vokalom: Bez tebe (2019.)
- 69. Zagrebački festival; Nagrada stručnog žirija i radijskih urednika: Nekad je bilo bolje (2022.)
- 70. Zagrebački festival; Najemitiranija pjesma 69. Zagrebačkog festivala: Nekad je bilo bolje (2023.)

## Nominacije
- Porin za najbolji album klupske glazbe: Detour (2006.)
- Porin za najbolju izvedbu grupe s vokalom: Ljeto počinje (2007.)
- Porin za najbolji album klupske glazbe: Detour TV (2010.)
- Porin za najbolju izvedbu grupe s vokalom: Snijeg (2015.)
- Porin za album godine: A što ak' ja. (2015.)
- Porin za pjesmu godine: Plešem sama (2015.)
- Porin za najbolji album pop glazbe: Detour 10 (2017.)
- Porin za album godine: Detour 10 (2017.)
- Porin za najbolji video broj: Biram (2018.)
- Porin za najbolju izvedbu grupe s vokalom: Biram (2018.)
- Porin za album godine: TourDetour (2019.)
- Rock&OFF, Pop&OFF izvođač godine (2019.)
- Rock&OFF, Pjesma godine: Nekad je bilo bolje (2023.)
- Rock&OFF, Iskonova nagrada publike (2023.)
- TopHR Music Awards, Grupa godine (2023.)
- TopHR Music Awards, Pjesma godine: Nekad je bilo bolje (2023.)
- Porin za najbolju izvedbu grupe s vokalom: Nekad je bilo bolje (2023.)
- Rock&OFF, Pop&OFF izvođač godine (2024.)
- Porin za najbolji album pop glazbe: Master Blaster (2024.)

## Vanjske poveznice
- Profil, Facebook
- Profil, Instagram